# Akai
Akai (кит. трад.: 雅佳; піньїнь: Yǎjiā, яп. AKAI) — раніше відома японська компанія-виробник споживацької електроніки і аудіосистем. Була заснована в 1929 році. Після банкрутства, у 2004 році, товарний знак «AKAI» був куплений компанією Grande Group of Hong Kong, яка також є власником товарних знаків «Nakamichi» та «Sansui».
Наразі AKAI, як окремої компанії, більше не існує, і товарний знак «AKAI» використовується різними компаніями-виробниками споживчої електроніки (за ліцензією Grande Group).